# كلخ بيلاس
كلخ بيلاس أو شمر أبي الطيب أو شمار جبار أو زلوع شمري (باللاتينية: Ferula bilasi) نوع نباتي يتبع جنس الكلخ من الفصيلة الخيمية.

## الموئل والانتشار
النبات واطن في بلاد الشام.